# Chi Xà cừ
Chi Xà cừ (danh pháp khoa học: Khaya) là một chi của bảy loài cây thân gỗ trong họ Xoan (Meliaceae), có nguồn gốc tại vùng nhiệt đới châu Phi và Madagascar. Tất cả các loài đều là cây thân gỗ lớn, cao tới 30–35 m, ít khi thấy tới 45 m, với đường kính thân cây trên 1 m, thông thường rất vững chắc ở phần gốc. Các lá hình lông chim, với 4-6 cặp lá chét, không có lá chét ở phần đỉnh của lá lông chim; mỗi lá chét dài 10–15 cm tròn bất ngờ về phía đỉnh nhưng thông thường có mũi lá nhọn. Chúng có thể là loài cây sớm rụng lá hoặc thường xanh, phụ thuộc vào từng loài. Các hoa mọc thành cụm không dày, mỗi hoa đơn lẻ thì nhỏ, với 4-5 cánh hoa màu vàng nhạt và 10 nhị hoa. Quả là loại quả nang hình cầu với 4 hoặc 5 mảnh đường kính 5–8 cm, chứa nhiều hạt có cánh.
Một số loài
- Khaya anthotheca (đồng nghĩa K. nyasica)
- Khaya grandifoliola
- Khaya ivorensis
- Khaya madagascariensis
- Khaya senegalensis: Xà cừ

## Hình ảnh

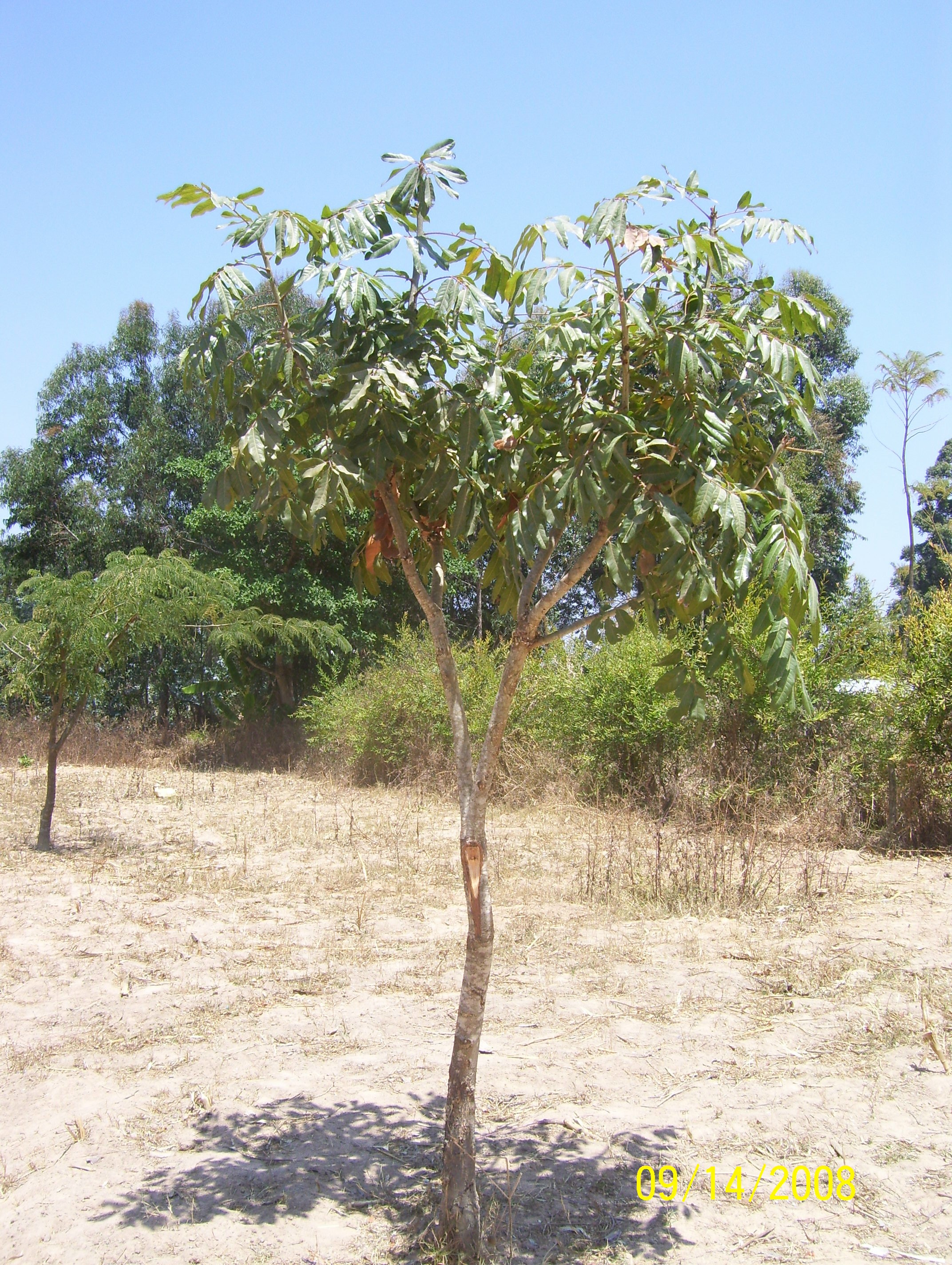
Khaya anthotheca
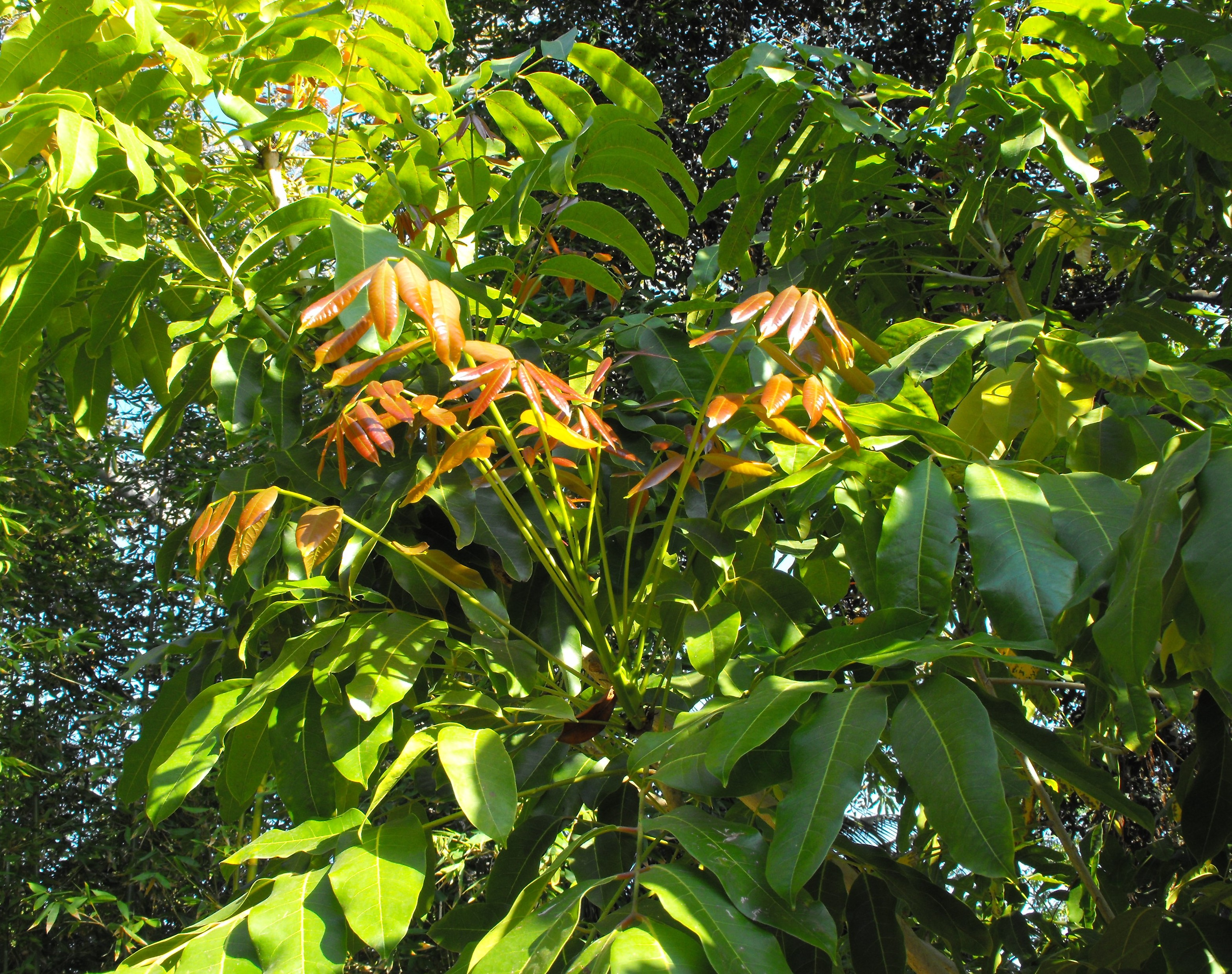
Khaya nyasica
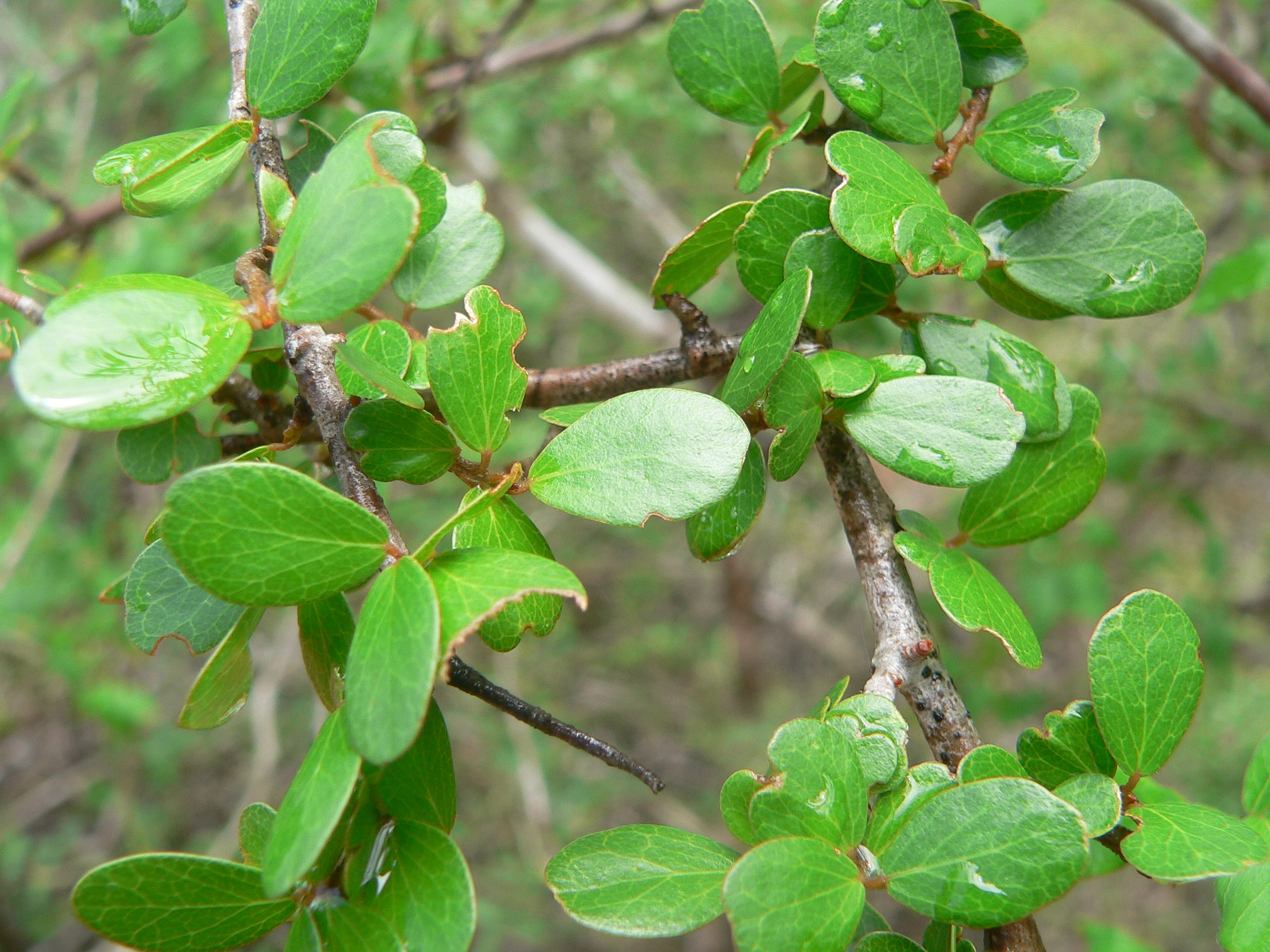
Khaya madagascariensis
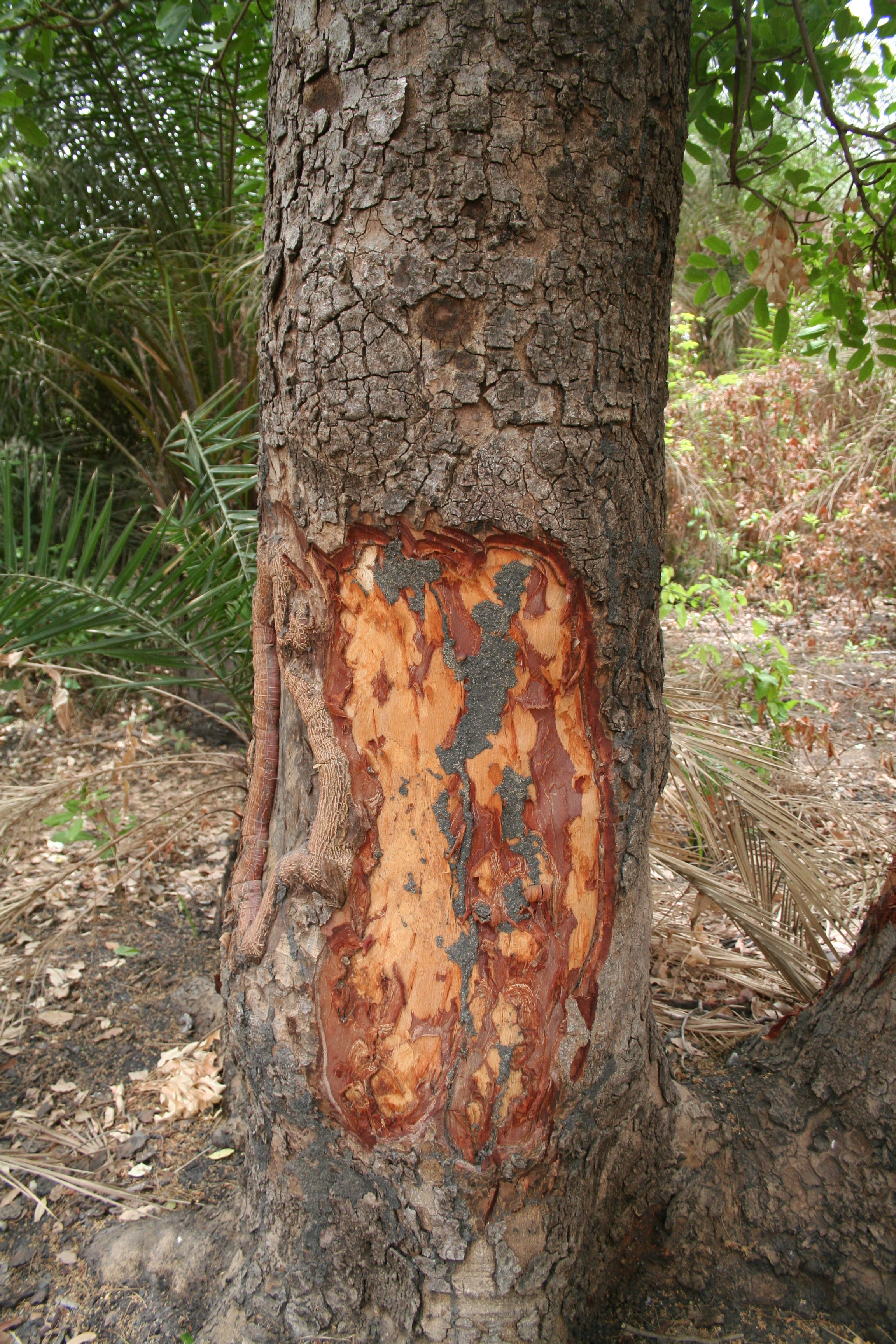
Khaya senegalensis

### Sử dụng
Gỗ của các loài Khaya đôi khi được gọi là gụ châu Phi, là các loại gỗ duy nhất được gọi là gụ, ngoài các loài gụ thực thụ thuộc chi Swietenia.
Tại Việt Nam hiện có trồng loài xà cừ (Khaya senegalensis). Nó được người ta biết đến như một loài "gụ" của vùng khô châu Phi, được sử dụng cả những phần không chứa gỗ. Tại Tây Phi, những người chăn thả gia súc Fulani xén bớt lá của chúng trong mùa khô để nuôi gia súc. Ngoài ra, vỏ cây của K. senegalensis cũng được thu hoạch từ các cây trồng hay mọc tự nhiên để làm thuốc điều trị một số bệnh. Hạt của K. senegalensis chứa tới 52,5% dầu, bao gồm 21% axít palmitic, 10% axít stearic, 65% axít oleic và 4% các a xít khác không xác định. 